# Peterspalast

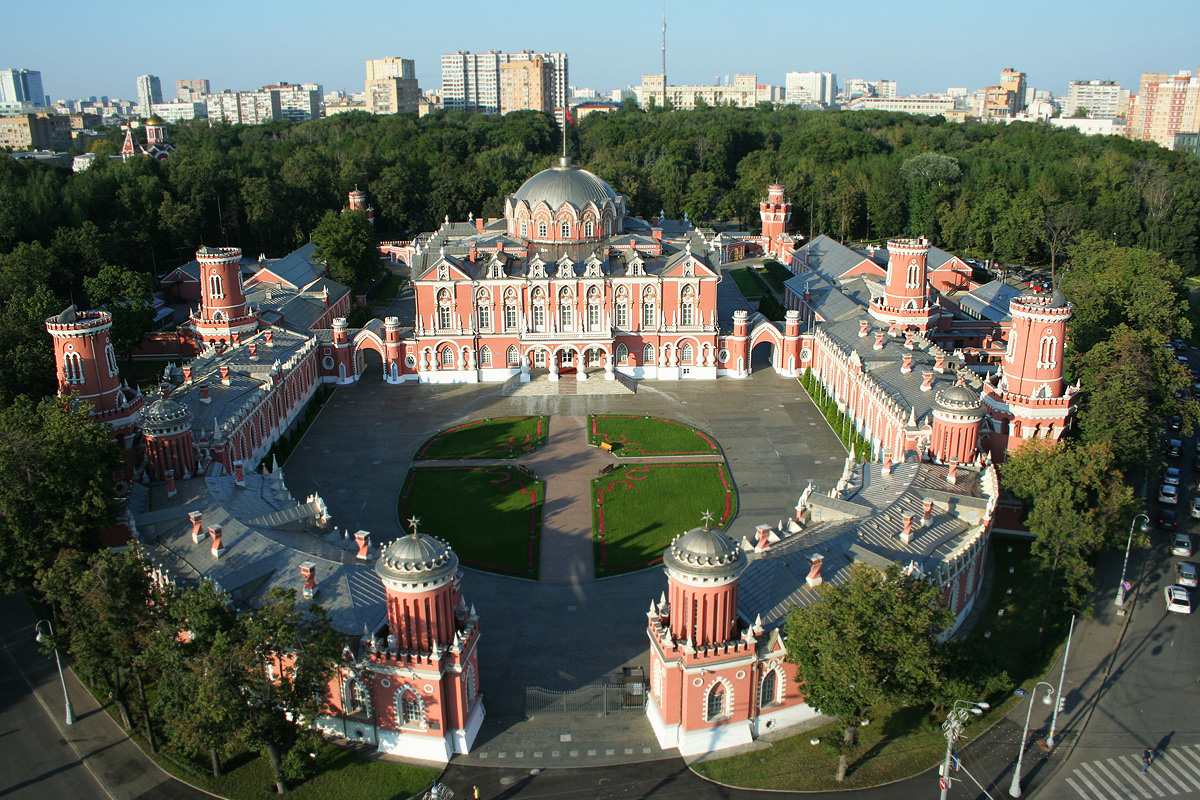
Peterspalast in Moskau (2013)

Der Peterspalast (russisch Петровский дворец Petrowski dworez) im russischen neugotischen Stil am Rande Moskaus diente als südlichstes kaiserliches Reise- bzw. Relaispalais an der Straße nach St. Petersburg (jetzt Leningrad-Prospekt).

## Geschichte
Nach dem siegreich beendeten Russisch-Türkischen Krieg (1768–1774) ordnete Katharina II. 1774 den Bau des Palais an der Straße von St. Petersburg nach Moskau an, um sich vor dem Erreichen des Kreml dort erholen zu können. Mit dem Bau wurde der Architekt Matwei Kasakow beauftragt, der den Bau 1776–1780 zusammen mit Wassili Baschenow durchführte auf dem Gelände des oberen St. Peter-Klosters (benannt nach dem Metropoliten Pjotr († 1326)) in Bely Gorod, von dem die Petrowka zum Kreml führte. Katharina besuchte den Peterspalast erst 1787. Paul I. hielt sich hier anlässlich seiner Inthronisation in Moskau 1797 auf. Auch alle seine Nachfolger machten für ihre jeweilige Inthronisation hier Station.

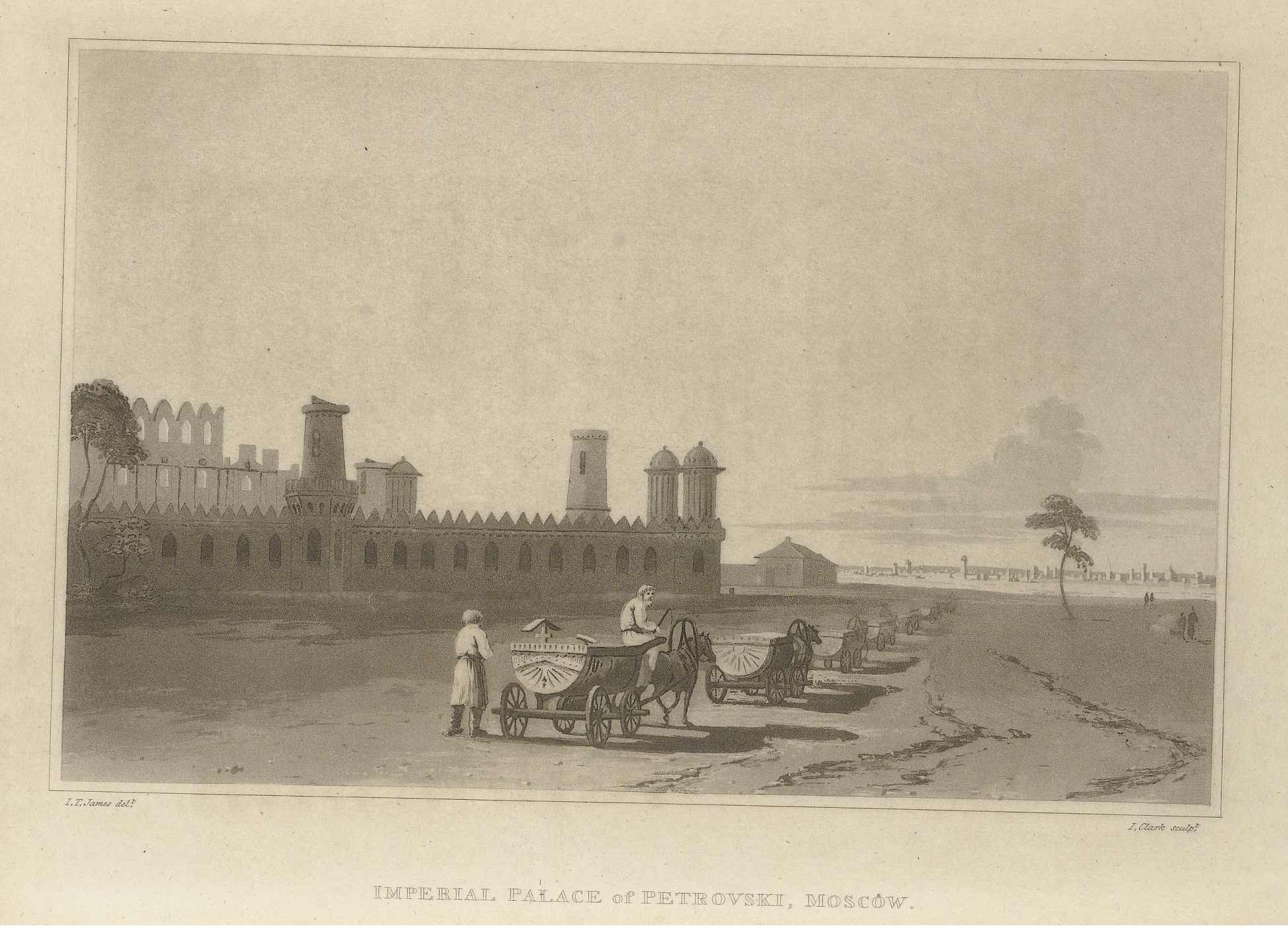
Peterspalast nach dem Brand von Moskau 1812

Während des Krieges 1812 hielt sich während des Brandes von Moskau Napoleon vier Tage im Peterspalast auf, wobei ihm beim Betrachten der Flammen die Haare angesengt wurden. Diesem Ereignis widmete Puschkin einen Vers im Eugen Onegin. Nach der Flucht Napoleons war das Palais ruiniert. Die Restaurierungsarbeiten begannen erst unter Nikolaus I. und dauerten mehr als 10 Jahre mit den Architekten Nikolai Schochin und Alexei Martynow. Der Moskauer Gouverneur Alexander Baschilow ließ während der 1830er Jahre vor dem Peterspalast einen Park anlegen. Giuseppe Angelo Artari (aus der Künstlerfamilie Artari-Colombo in Arogno) malte das Rundgewölbe aus. Lermontow wohnte hier zeitweise.

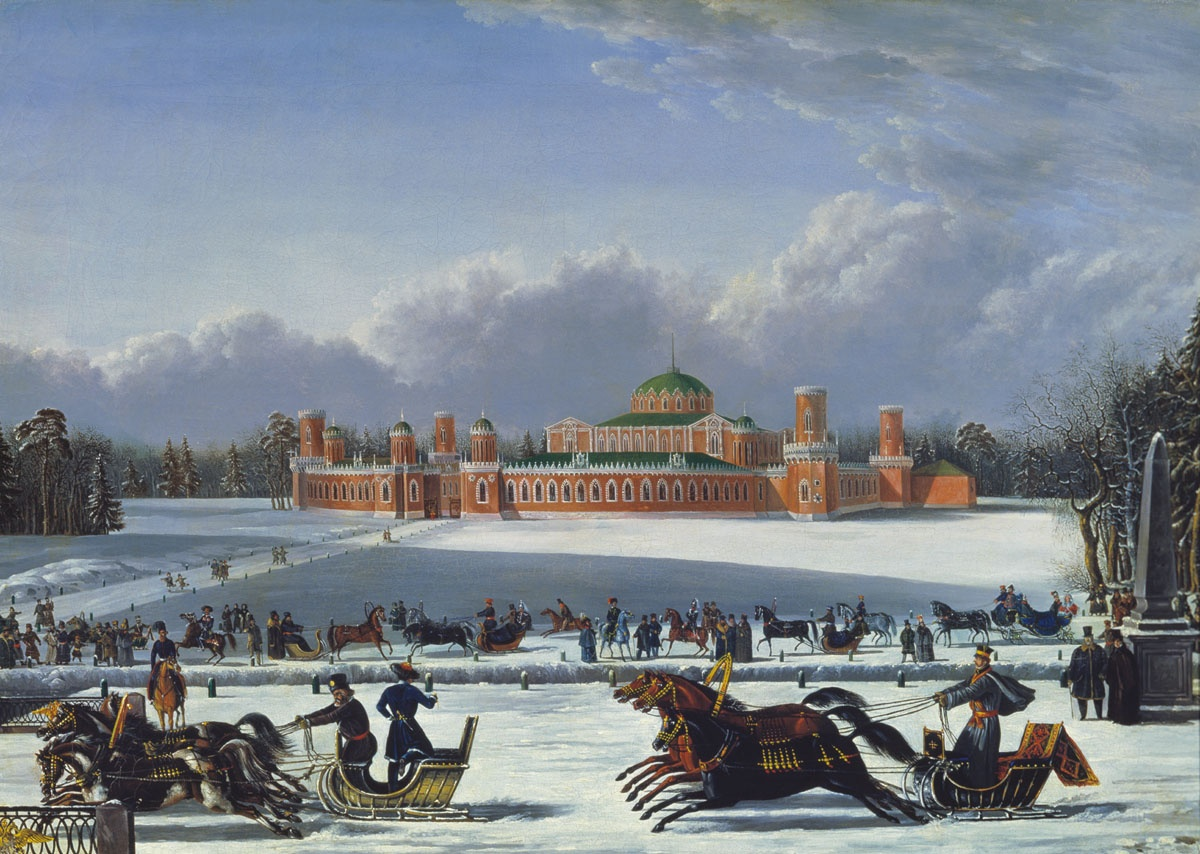
Schlittenrennen im Petrowski-Park (unbekannter Maler, 1830er Jahre)

Während der Inthronisationsfeierlichkeiten Nikolaus II. 1896 empfing Nikolaus II. im Peterspalast eine Delegation von polnischen Bauern und Warschauer Adligen. Am gleichen Tage sollte auf dem gegenüberliegenden Chodynkafeld das Volk beschenkt werden. Dabei kam es zu einer Massenpanik auf dem Chodynkafeld mit 1389 Toten.
1920 wurde der Peterspalast von der Militärakademie für Ingenieure der Luftstreitkräfte „Prof. N. J. Schukowski“ übernommen. Während des Deutsch-Sowjetischen Krieges wurde die Akademie nach Swerdlowsk evakuiert, während der Peterspalast von der Stabsabteilung der Fernfliegerkräfte benutzt wurde.
Seit 1997 wird der Peterspalast von der Stadt Moskau verwaltet. 1998 begannen auf Veranlassung Juri Luschkows Restaurierungsarbeiten, um den Peterspalast als Gästehaus der Stadt Moskau für ausländische Delegationen und als Luxushotel benutzen zu können. Der restaurierte Peterspalast wurde 2009 eröffnet. Dort gibt es abgesehen von dem Hotelbetrieb das Restaurant Karamsin, ein Schwimmbad, eine Sauna und ein Pressezentrum. Das Museum der Stadt Moskau bietet Besichtigungstouren an. Im Kuppelsaal mit 150 Plätzen werden Orgel- und Kammermusikkonzerte sowie Romanzenabende durchgeführt.
2015 gab die Zentralbank der Russischen Föderation für den Peterspalast eine 25-Rubel-Silbermünze heraus in ihrer Serie Russische Architekturdenkmäler.